# 高家神社
高家神社（たかべじんじゃ）は、千葉県南房総市（旧千倉町）にある神社である。式内社で、旧社格は郷社。「料理の祖神」を祀る神社として料理関係者や醤油醸造業者などから崇敬される。

## 祭神
磐鹿六雁命（高倍神）、および天照皇大神・稲荷大神を祀る。

## 歴史
当社の創建の由緒は不詳であるが、高家神社の由緒書では、磐鹿六雁命の子孫の高橋氏の一部の者が、祖神に縁のある安房国に移り住み氏神として祖神を祀ったのではないかとしている。延喜式神名帳に「安房国朝夷郡 高家神社」と記載されているが、後に衰退・廃絶したものと見られ、長らく所在は不明となっていた。
現在の高家神社の起源は江戸時代の初頭である。元和6年（1620年）、高木吉右衛門が桜の木の下から木像と2面の鏡を発見し、それを神体として「神明社」として神社を創建した。その約200年後、この鏡に「御食津神、磐鹿六雁命」と書かれていることがわかり、これは所在が不明であった高家神社の神体であろうということで、文政2年（1819年）、京都の吉田御所に届け出て証を願い、神明社から高家神社に改称した。
銚子市のヒゲタ醤油工場内に醤油醸造の守護神として当社の分霊が勧請されている。勧請したのは、後に『醤油沿革史』を著する同社社長（当時）・田中直太郎（金兆子）である。田中直太郎や『日本料理法大全』の石井治兵衛、日本料理研究会の三宅孤軒らの紹介により、高家神社の名が日本全国に知られることとなった。